# Gompholobium tomentosum
Gompholobium tomentosum là một loài thực vật có hoa trong họ Đậu. Loài này được Labill. miêu tả khoa học đầu tiên.